# Charles Amouroux
Pour les articles homonymes, voir Amouroux.
Charles Amouroux, né à Chalabre (Aude) le 24 décembre 1843 et mort le 23 mai 1885 à Paris (XXe arrondissement), est un journaliste, militant socialiste sous le Second Empire puis membre de la Commune de Paris et déporté de Nouméa (Nouvelle-Calédonie). Sous la Troisième République, il est un homme politique socialiste et membre du Conseil Municipal de paris.

## Biographie
Ouvrier chapelier, il fréquente les organisations socialistes et républicaines et se fait remarquer par ses discours et ses interventions dans le cadre des élections législatives 1869. Il acquiert une grande popularité dans les faubourgs et se pose comme un adversaire résolu du Second Empire. Durant cette période, il va être condamné dix fois pour "délit de paroles commis dans les réunions publiques" et faire l'objet de quatre condamnations successives pour insultes à l'empereur. Menacé d'une cinquième condamnation, il est contraint de s'exiler en Belgique et s'installe à Bruxelles en 1870. Là, il se lie avec des membres de l'Internationale.

### La guerre et la Commune
Il revient en France après l'amnistie. Il fait partie des compagnies de marche pendant le siège et obtient une mention de bravoure dans le "Rappel". Il se porte candidat aux élections du 8 février mais il n'obtient que 28.777 voix.
Après la proclamation de la République, le 4 septembre 1870, il est membre de la Garde Nationale et est élu à son Comité central. Il est élu au Conseil de la Commune par le IVe arrondissement aux élections du 26 mars par 8.150 voix.

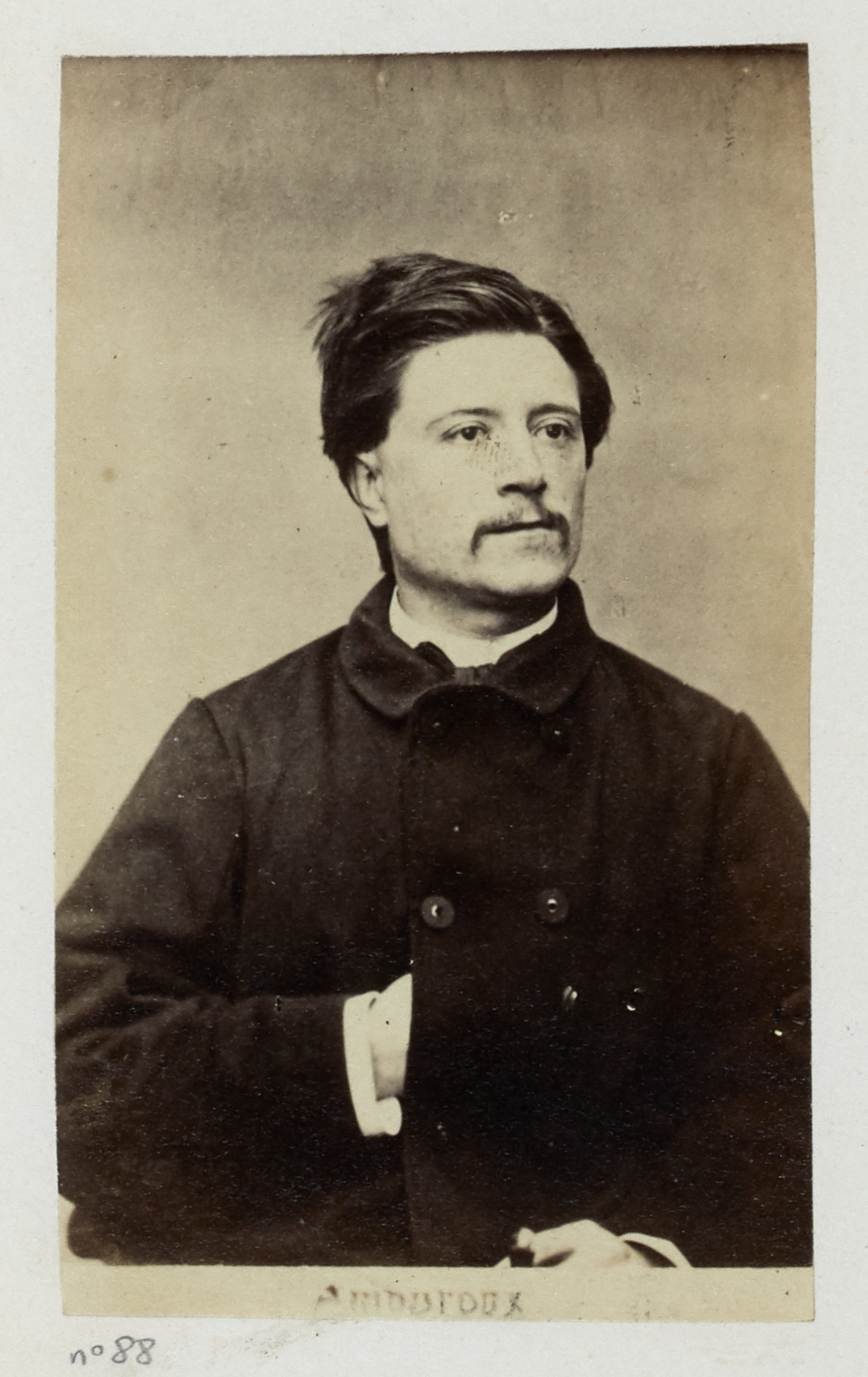
Charles Amouroux en 1871

Il déclara qu'un seul journal devait paraître : l'Officiel, et " Nous sommes en révolution, agissons en révolutionnaires." Il vote pour le Comité de Salut public en disant "N'ayons pas peur des mots". Le 17 mai, lors de la séance où Urbain demanda que dix otages soient fusillés par jour, il appuya la proposition par un " je suis d'avis qu'on use de représailles". Il fait partie du tribunal qui condamna à mort Thiébault aux Hautes-Bruyères. Il proposa de donner 600 francs au femmes - légitimes ou non - des gardes nationaux tombés au combat.
Il est nommé secrétaire du Conseil mais maitrisant mal l'écriture, il doit se faire adjoindre un co-secrétaire. Il est ensuit chargé des Relations extérieures. En cette qualité, il accomplit des missions à Lyon, Saint-Étienne, Marseille et Toulouse. Les Versaillais l'arrêtent le 21 mai, mais il réussit à s'évader du ponton en rade de Brest. Repris, il est condamné, en juin 1872, aux travaux forcés à perpétuité et déporté au Bagne de Nouméa. En 1878, il participe à la répression de la révolte des Canaques et est gracié en mai 1880. 

### De retour en France

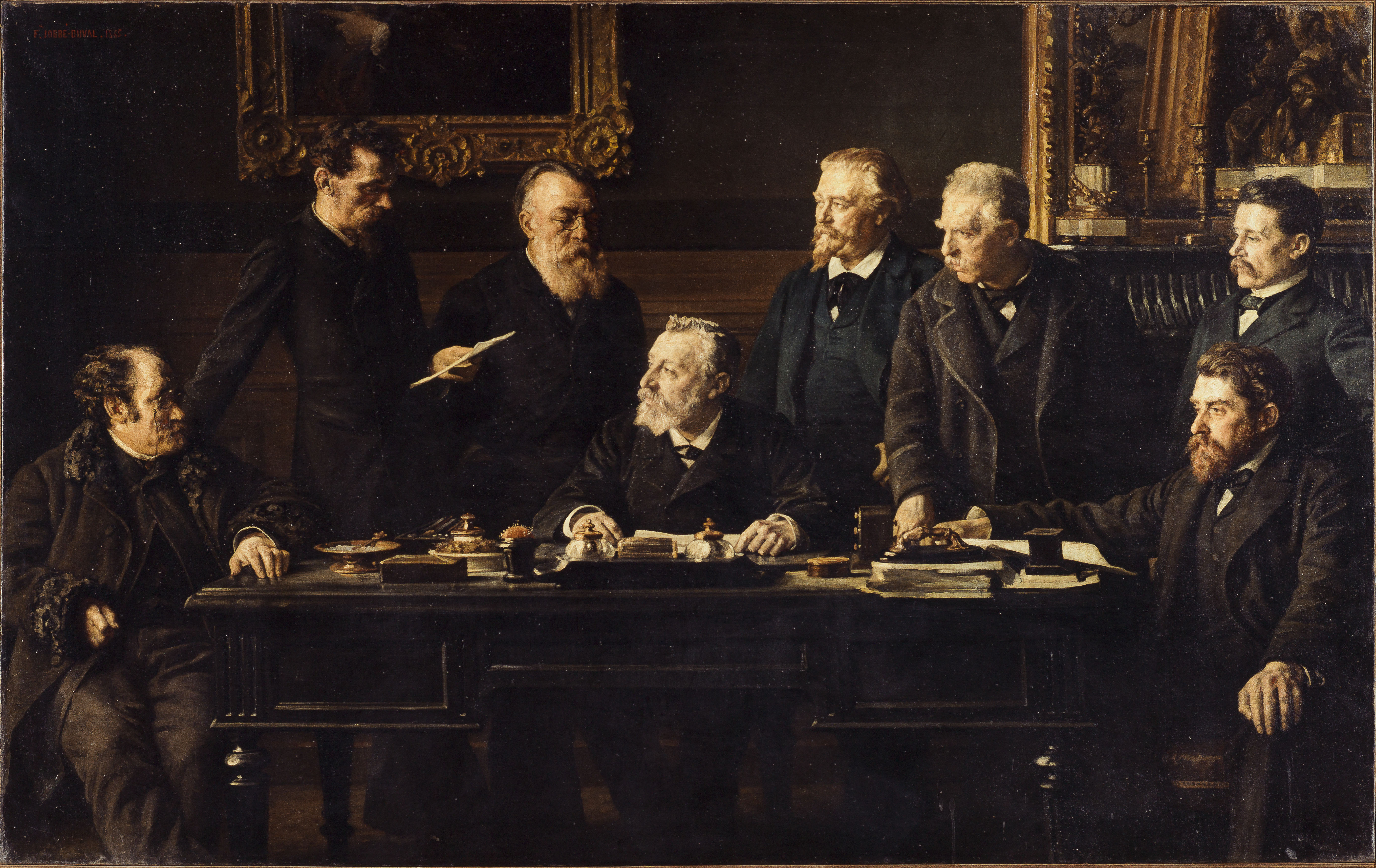
Charles Amouroux (debout à l'extrême-droite) dans le bureaux du Conseil Municipal de Paris en juillet 1883.

Revenu en France, il devient journaliste au Mot d'Ordre puis au Radical. En 1881, il est élu conseiller municipal du quartier de Charonne à Paris. En mai 1885, il est élu député d'extrême-gauche par le département de la Loire. Il meurt de phtisie quelques semaines après. Il est enterré au Cimetière du Père-Lachaise à Paris dans la 76e division, le sculpteur Jules Dalou est chargé de réaliser le médaillon de bronze qui orne sa sépulture.

## Hommage
Sa ville natale a donné son nom à une place et la ville d'Évry à un square.

## Galerie

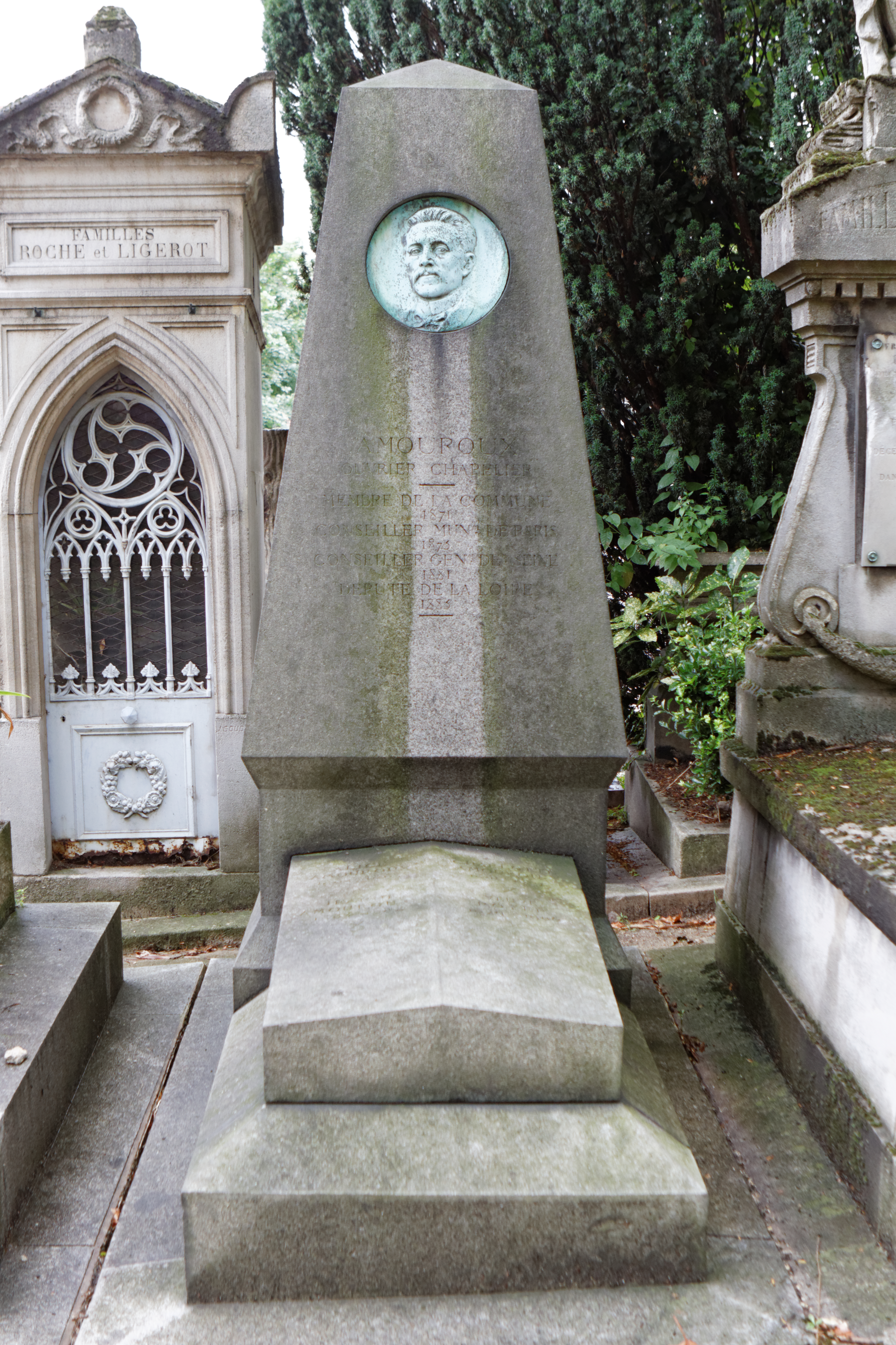
Vue de la sépulture.
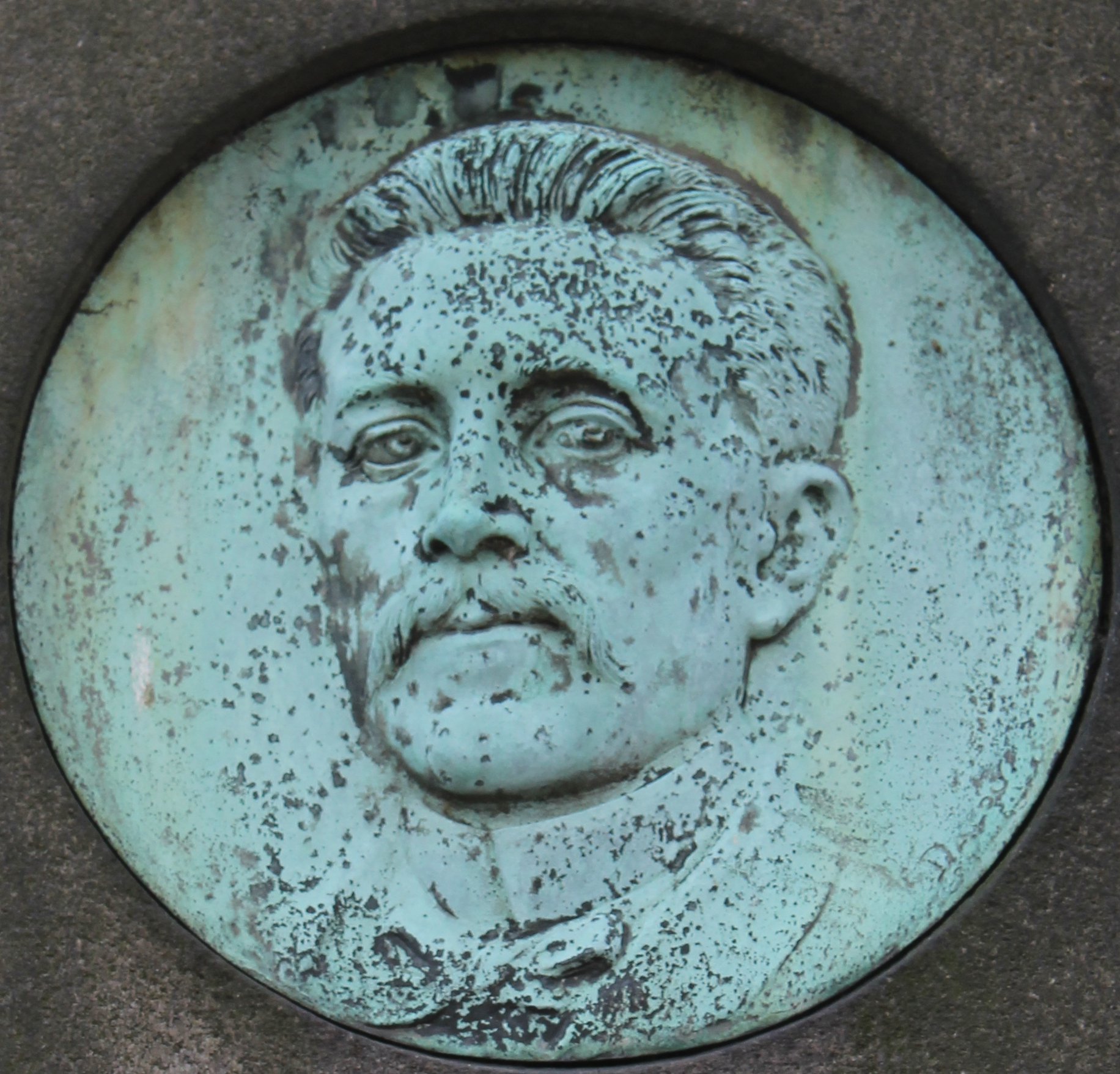
Médaillon de Charles Amouroux par Jules Dalou.

### Notices biographiques
- Jules Clère, Les hommes de la Commune : Biographie complète de tous ses membres, Paris, Libraire-éditeur É. Dentu, 1871, 195 p. (lire en ligne sur Gallica), p. 17-19
- Paul Delion, Les membres de la Commune et du Comité central, Paris, A. Lemerre éditeur, août 1871, 446 p. (lire en ligne sur Gallica), p. 6-9
- « Charles Amouroux », dans Adolphe Robert et Gaston Cougny, Dictionnaire des parlementaires français, Edgar Bourloton, 1889-1891 [détail de l’édition]
- Bernard Noël, Dictionnaire de la Commune, Coaraze, L'Amourier éditions, coll. « Bio », avril 2021 (1re éd. 1971), 799 p. (ISBN 978-2-36418-060-4, ISSN 2259-6976, présentation en ligne), p. 46
- « Notice « Amouroux Charles » », sur maitron.fr, Le Maitron, dictionnaire bibliographique du mouvement ouvrier et du mouvement social, Association Les Amis du Maitron (consulté le 26 juillet 2021)